# European Indoors 1986
European Indoor Championships 1986 — жіночий тенісний турнір, що проходив на закритих кортах з килимовим покриттям Saalsporthalle Allmend у Цюриху (Швейцарія). Належав до турнірів 3-ї категорії в рамках Туру WTA 1986. Відбувсь утретє і тривав з 6 жовтня до 12 жовтня 1986 року. Перша сіяна Штеффі Граф здобула титул в одиночному розряді.

## Фінальна частина

### Одиночний розряд
Штеффі Граф —  Гелена Сукова 4–6, 6–2, 6–4
- Для Граф це був 7-й титул в одиночному розряді за сезон і за кар'єру.

### Парний розряд
Штеффі Граф /  Габріела Сабатіні —  Лорі Макніл /  Алісія Молтон 1–6, 6–4, 6–4